# STS-59

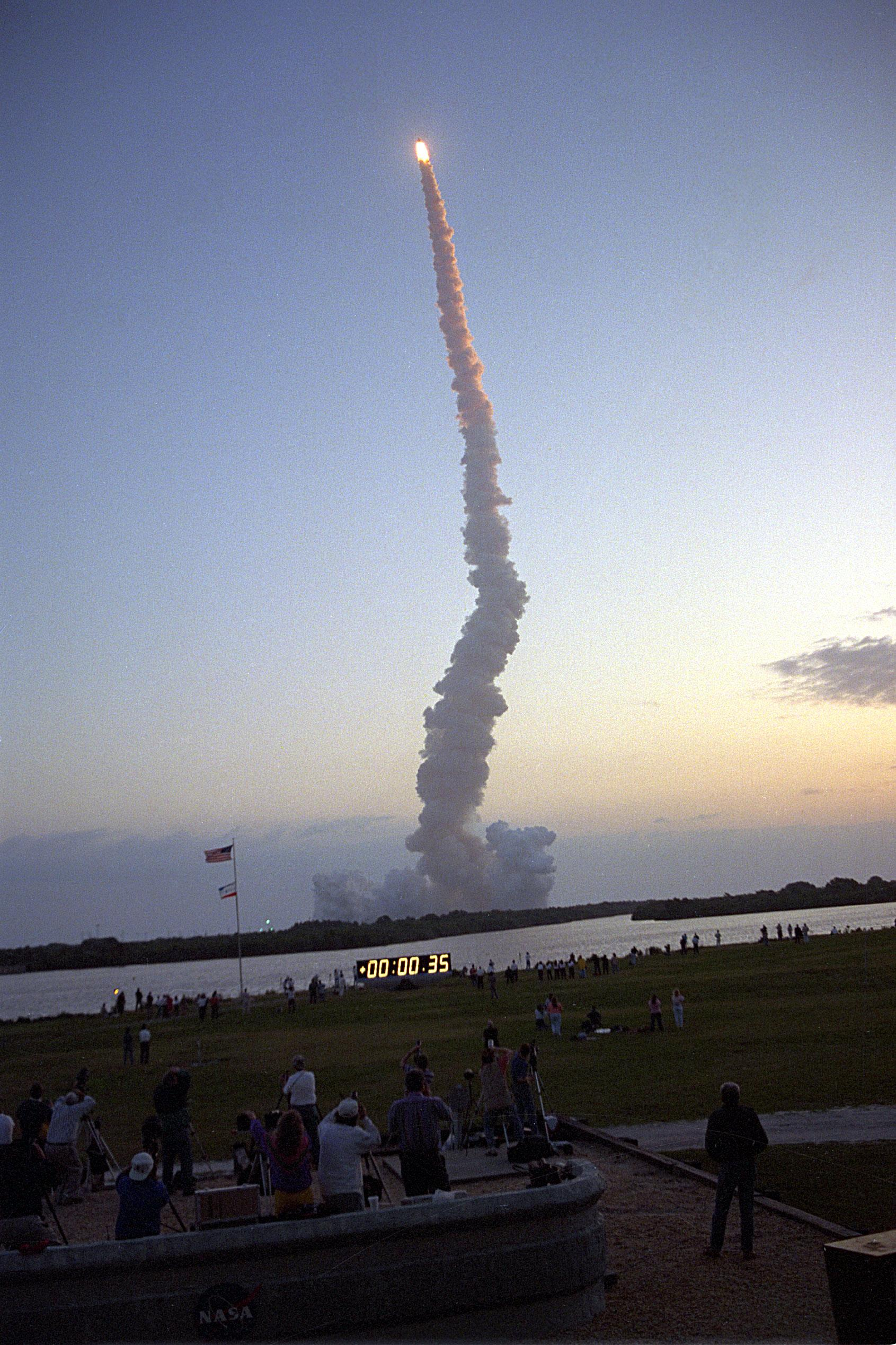
STS-59 стартує з Космічного центру ім. Кеннеді, 9 квітня 1994 р.

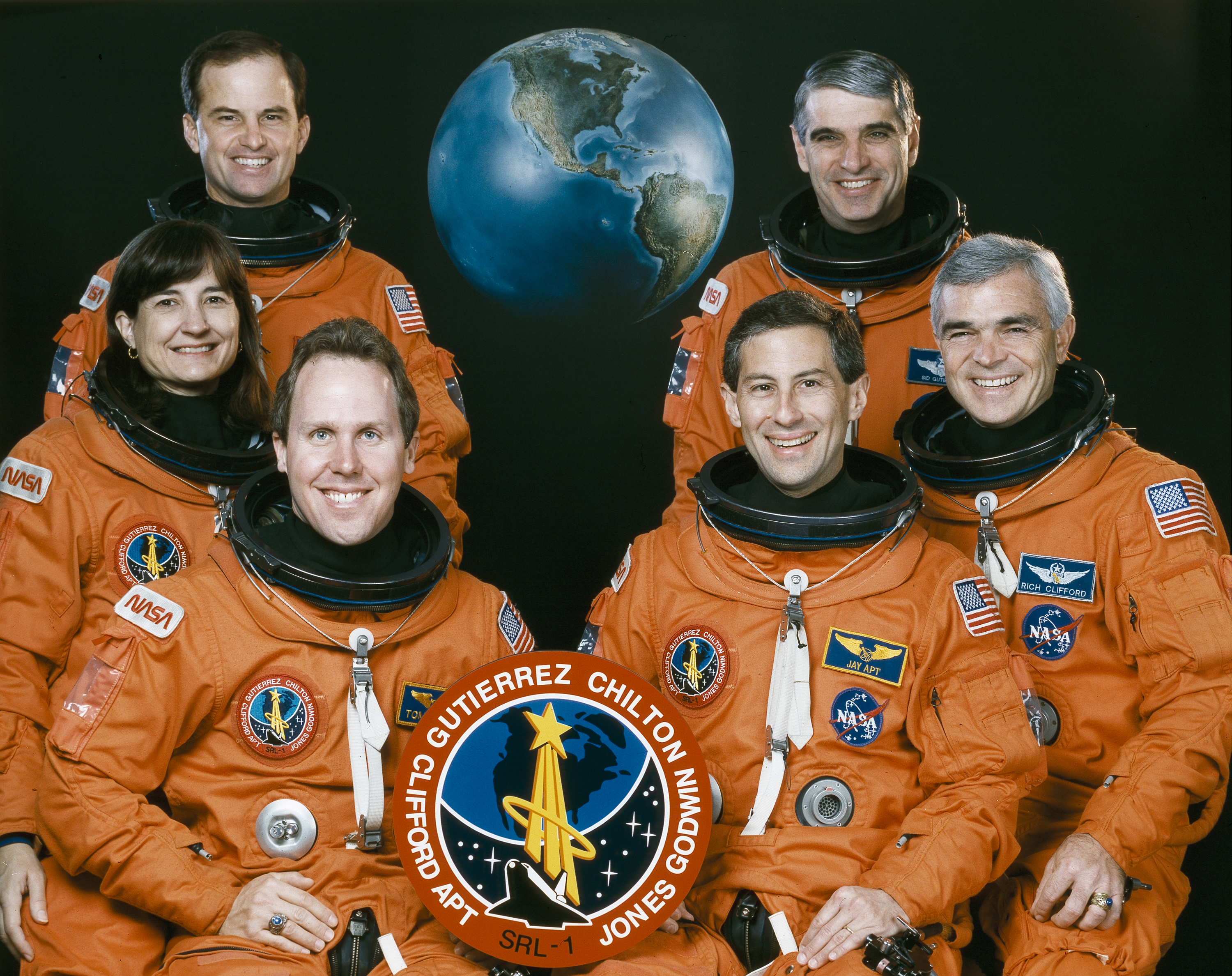
Екіпаж STS-59: Зліва направо — Стоять: Чілтон, Гутьєррес; Сидять: Годвін, Джонс, Епт, Кліффорд

STS-59 — космічний політ шатла «Індевор» у рамках програми НАСА «Спейс Шаттл», «Місія до планети Земля». Основною метою місії було вивчення великомасштабних процесів у природі і зміни клімату. Для виконання цілей місії на шатлі була змонтована «Космічна радарна лабораторія» SRL-1 (англ. Space Radar Laboratory) до складу якої входять два радари: радар побудови радіолокаційного зображення SIR-C (англ. Shuttle Imaging Radar) і радар із синтезованою апертурою X-SAR (X-band Synthetic Aperture Radar), а також прилад для моніторингу забруднень в атмосфері MAPS (англ. Measurement of Air Pollution from Satellite).
Цей політ став шостим для шатла «Індевор». Місія стартувала 9 квітня 1994 року з Космічного центру імені Кеннеді в штаті Флорида.

## Екіпаж
- (НАСА): Сідні Гутьєррес (2) — командир;
- (НАСА): Кевін Чілтон (2) — пілот ;
- (НАСА): Лінда Годвін (2);
- (НАСА): Джером Епт (3) — фахівець польоту 1;
- (НАСА): Майкл Кліффорд (англ. Michael R. Clifford) (2) — фахівець польоту 2;
- (НАСА): Томас Джонс (1) — фахівець польоту 4.